# Paradrallia rhodesi
Paradrallia rhodesi är en fjärilsart som beskrevs av Bethune-Baker 1908. Paradrallia rhodesi ingår i släktet Paradrallia och familjen tandspinnare. Inga underarter finns listade i Catalogue of Life.